# Heddoburg
Die Heddoburg ist ein abgegangener ostfriesischer Häuptlingssitz im Stadtteil Sengwarden in der niedersächsischen Stadt Wilhelmshaven.
Über diese Niederungsburg existieren nur wenige Informationen. Laut der historischen Überlieferung soll auf der Heddoburg um 1285 ein Steinhaus des Häuptlings Hedde Tiarks errichtet worden sein. Dessen um 1320 geborener Sohn Hillert Hedden war Richter in Östringen. Ihm gehörte neben der Heddoburg auch die nahe gelegene Burg Putzwei.
Der Platz der Heddoburg befindet sich heute auf einer Gehöftwurt. Der ovale, 75 × 50 m große Hügel ist um ca. 2,5 m gegenüber seiner Umgebung erhöht. Ihn umgibt ein doppeltes Grabensystem mit dazwischenliegendem, 5–7 m breiten Wall. Von den heutigen Hofgebäuden stammt die Scheune wohl noch aus dem 16. Jahrhundert, das Wohnhaus aus dem 17. Jahrhundert.